# Stellan d'Orchimont
Stellan d'Orchimont, född den 11 maj 1891 i Göteborg, död den 3 augusti 1942 i Stockholm, var en svensk militär. Han var son till Charles Emil d'Orchimont. 
d'Orchimont avlade studentexamen 1911 och blev volontär vid Göta livgarde samma år. Han avlade officersexamen 1913 och blev underlöjtnant vid Göta livgarde samma år, löjtnant där 1916. d'Orchimont befordrades till kapten i Göta livgarde 1928, vid regementet 1935, till major i armén 1936 och vid Kronobergs regemente 1937. Han förordnades att tills vidare vara chef för regementets detachement i Karlskrona samma år. d'Orchimont förordnades till infanteribefälhavare i Vaxholms fästning 1939 och utnämndes samtidigt till överstelöjtnant i Kronobergs regemente. Han blev chef för Arméns underofficersskola 1941 och befordrades till överste 1942. d'Orchimont blev riddare av Svärdsorden 1934.